# Chowbus
Chowbus是芝加哥的在線食品訂購、支付和配送平台於2016年由張肃羽和溫林鑫創立。該公司的使命是將亞洲餐廳與北美和澳大利亞的客戶聯繫起來 。在A輪融資時，該公司已經擴展到20個城市，並提供普通話和粵語菜單作為選擇。他們提供的菜系包括中國菜、日本菜、韓國菜、越南菜和印度菜。

## 历史
Chowbus创始人温林鑫的在美留学经历启发了该公司的创立。在美国留学期间，他发现现有的外卖平台上很难找到真正的亚洲餐厅，以及他们的送餐成本都很高。受此启发，温林鑫和张肃羽于2016年创立了Chowbus来帮助在美亚洲餐厅。
Chowbus的外卖业务迅速扩张到北美、加拿大和澳大利亚的20多个城市，包括普通话和粤语在内的多种语言菜单。该平台提供了一系列亚洲菜肴，如中餐、日餐、韩餐、越南餐和印度餐。旨在满足亚洲餐厅老板在降低成本、提高效率、增收收益的诉求。
2024年1月25日，Chowbus宣布其商业模式发生了重大变化。总部位于温哥华的外卖平台饭团外卖收购了其外卖业务。从此之后，Chowbus将其业务重心完全转向餐厅SaaS和POS解决方案。

## 产品
Chowbus提供了一站式餐饮解决方案，旨在提高餐厅的运营效率和收入。该系统涵盖餐厅管理、智能点餐、远程结账、会员系统、促销引擎等，旨在简化餐厅老板的日常操作和营销工作。

## 融資
該公司於2020年7月成功籌集了3,300萬美元的A輪融資。這筆資金將用於支持公司的發展和擴張計劃。此外，該公司在2020年10月宣布現有投資者追加投資3,000萬美元，這進一步提高了其資金基礎，以實現其長期戰略目標。

## 外部連結
- 官方网站 （英語）